# Telescopi riflettori più grandi del mondo
Alcuni dei telescopi nella lista seguente non sono ancora operativi. Questa lista non include telescopi che sono ancora in fase di ideazione/progettazione, come Thirty metre telescope, o in fase iniziale di lavorazione come l'Extremely Large Telescope, il Giant Magellan Telescope.

## I più grandi telescopi riflettori del mondo
| Nome                                    | Diametro       | Tipo di specchio                                       | Nazionalità                                          | Osservatorio                                           | Anno di costruzione |
| Large Binocular Telescope (LBT)         | 2×8,4 = 11,8 m | 2 singoli                                              | USA, Italia, Germania                                | Osservatorio internazionale del monte Graham, Arizona  | 2007                |
| Gran Telescopio Canarias (GTC)          | 10,4 m         | Mosaico                                                | Spagna, Messico, USA                                 | Osservatorio del Roque de los Muchachos, Isole Canarie | 2006                |
| Keck 1                                  | 10 m           | Mosaico                                                | USA                                                  | Osservatorio di Mauna Kea, Hawaii                      | 1993                |
| Keck 2                                  | 10 m           | Mosaico                                                | USA                                                  | Osservatorio di Mauna Kea, Hawaii                      | 1996                |
| Southern African Large Telescope (SALT) | 9,5 m          | Mosaico                                                | Sudafrica, USA, UK, Germania, Polonia, Nuova Zelanda | Osservatorio Astronomico del Sudafrica, Sudafrica      | 2005                |
| Telescopio Hobby-Eberly (HET)           | 9,2 m          | Mosaico                                                | USA, Germania                                        | Osservatorio McDonald, Texas                           | 1997                |
| Simonyi Survey Telescope                | 8,4            | Singolo                                                | USA +Cile                                            | Osservatorio Vera C. Rubin                             | 2015                |
| Subaru (NLT)                            | 8,3 m          | Singolo                                                | Giappone                                             | Osservatorio di Mauna Kea, Hawaii                      | 1999                |
| VLT 1 (Antu)                            | 8,2 m          | Singolo                                                | Paesi ESO + Cile                                     | Osservatorio del Paranal, Cile                         | 1998                |
| VLT 2 (Kueyen)                          | 8,2 m          | Singolo                                                | Paesi ESO + Cile                                     | Osservatorio del Paranal, Cile                         | 1999                |
| VLT 3 (Melipal)                         | 8,2 m          | Singolo                                                | Paesi ESO + Cile                                     | Osservatorio del Paranal, Cile                         | 2000                |
| VLT 4 (Yepun)                           | 8,2 m          | Singolo                                                | Paesi ESO + Cile                                     | Osservatorio del Paranal, Cile                         | 2001                |
| Gemini North                            | 8,1 m          | Singolo                                                | USA, UK, Canada, Cile, Australia, Argentina, Brasile | Osservatorio di Mauna Kea, Hawaii                      | 1999                |
| Gemini South                            | 8,1 m          | Singolo                                                | USA, UK, Canada, Cile, Australia, Argentina, Brasile | Osservatorio Gemini, Cile                              | 2001                |
| Multiple/Magnum Mirror Telescope (MMT)  | 6,5 m          | Prima a sei 6 unità, poi convertito a specchio singolo | USA                                                  | Osservatorio Fred Lawrence Whipple, Arizona            | 1987 2002           |
| Magellano 1 (Walter Baade)              | 6,5 m          | Singolo                                                | USA                                                  | Osservatorio di Las Campanas, Cile                     | 2000                |
| Magellano 2 (Landon Clay)               | 6,5 m          | Singolo                                                | USA                                                  | Osservatorio di Las Campanas, Cile                     | 2002                |
| BTA-6                                   | 6 m            | Singolo                                                | Russia                                               | Zelenchukskaya, Caucaso                                | 1976                |
| Large Zenith Telescope (LZT)            | 6 m            | Singolo                                                | Canada, Francia                                      | Maple Ridge (Columbia Britannica)                      | 2003                |
| Hale Telescope                          | 5 m            | Singolo                                                | USA                                                  | Osservatorio di Monte Palomar, California              | 1948                |
| Telescopio Herschel                     | 4,2 m          | Singolo                                                | UK, Paesi Bassi, Spagna                              | Osservatorio del Roque de los Muchachos, Isole Canarie | 1987                |
| SOAR                                    | 4,2 m          | Singolo                                                | USA, Brasile                                         | Osservatorio di Cerro Tololo, Cile                     | 2002                |

Questa lista non include il più grande specchio mai costruito; lo specchio di 6,5 m f/1,25 dell'Osservatorio Steward (il collimatore LOTIS) usato dalla Lockheed Martin per test ottici sotto vuoto di altri telescopi.